# 弗伦德希普
弗伦德希普（英語：Friendship）是位于美国纽约州阿利根尼县的一个镇，地处阿利根尼县中部、奥利安东北。2010年美国人口普查时，该镇有2004人。其面积为36.2平方英里。此地初建时冲突频发，故当时得名“血腥之角”（Bloody Corners）。后来随着争执的和解，该镇改以“友谊”（friendship）为名。